# American News Magazine
American News Magazine es la revista de la Universidad Americana de Paraguay. El material que ha sido de carácter impreso se edita desde 1992 como medio informativo de la institución. Hoy la revista se distribuye en un formato electrónico.
En un principio, American News Magazine se denominaba "Siglo XXI", desde diciembre de 1996 hasta octubre de 2002 llevó esa denominación. En junio de 2003 la revista adoptó el nombre de American News y se imprimía bimestralmente en papel ilustración presillado. Para 2010, la introducción de cambios en el formato y el contenido ha dado lugar a la posibilidad de asignarle un nombre completamente en inglés: American News Magazine.
El departamento de redacción de la revista funciona en las instalaciones de la Universidad Americana en Asunción, donde también se sitúan las salas de fotografía, edición y diseño. Existe una edición digital relacionada con esta revista que se publica en la sede de la Universidad Americana de Ciudad del Este, Alto Paraná, Paraguay. Esta edición está disponible en American News Virtual. Ambas publicaciones no tienen relación con la revista en línea American News Magazine de Estados Unidos.
La edición impresa de American News Magazine ha tenido una tirada mensual de 5000 ejemplares y su última edición en papel salió en julio de 2012. Cada ejemplar venía impreso en papel couché con estampado de lujo. La revista se distribuía gratuitamente por suscripción tanto dentro de Paraguay como en otros países, de esa manera llegaba a los alumnos y egresados de la universidad, a los empresarios, académicos, emprendedores y sedes diplomáticas y gubernamentales.
En su momento, las secciones de la revista se distribuían en fascículos de Economía, Ciencias Políticas y Marketing. Analiza además mediante entrevistas a personalidades de los diferentes sectores, la realidad nacional y temas relacionaos al ámbito académico. Los artículos dan mucho énfasis en el liderazgo, gestión del conocimiento, inteligencia emocional y capital intelectual. El apartado especial destinado a Negocios e Innovación está en inglés con su respectiva traducción al español.
El resumen de las conferencias internacionales que se llevan a cabo en Asunción y son promocionadas por la revista Harvard Business Review, se publica en el American News Magazine a modo de reportaje.
La versión en PDF de la revista puede descargarse desde el siguiente link: American News Magazine (enlace roto disponible en Internet Archive; véase el historial, la primera versión y la última)..
Numerosos catedráticos universitarios escriben artículos de los más diversos temas para la revista. En la sección de Turismo Interno, las organizaciones Guyra Paraguay y la Secretaría Nacional de Turismo (SENATUR) publican notas interesantes sobre los destinos turísticos de Paraguay.